# Bolivinoididae
Bolivinoididae es una familia de foraminíferos bentónicos de la superfamilia Bolivinoidea, del suborden  Buliminina y del orden Buliminida. Su rango cronoestratigráfico abarca desde el Santoniense (Cretácico superior) hasta el Paleoceno.

## Discusión
Clasificaciones previas incluían Bolivinoididae en el suborden Rotaliina y/o orden Rotaliida.

## Clasificación
Bolivinoididae incluye a los siguientes géneros:
- Bolivinoides †
- Elongateporeia †